# Alcainétos de Lépréon
Alcainétos de Lépréon (grec ancien : Ἀλκαίνετος), fils de Théantos, est un vainqueur olympique du Ve siècle av. J.-C. originaire de Lépréon en Élide.
Il remporta l'épreuve de pugilat des enfants aux 81e jeux en 456 av. J.-C. puis à nouveau en tant qu'adulte aux 84e jeux de 444 av. J.-C.,,.
Ses fils Hellanicos et Théantos furent chacun champion olympique de pugilat des enfants, respectivement aux 89e jeux de 424 et 90e jeux de 420 av. J.-C.,.

## Sources
- (en) Mark Golden, Sport in the Ancient World from A to Z, Londres, Routledge, 2004 (ISBN 0-415-24881-7).
- (it) Luigi Moretti, « Olympionikai, i vincitori negli antichi agoni olimpici », Atti della Accademia Nazionale dei Lincei, vol. VIII,‎ 1959, p. 55-199.
- Jean-Manuel Roubineau, Milon de Crotone ou l'invention du sport, Presses universitaires de France, 2016, 355 p. (ISBN 978-2130653691).
- Pausanias, Description de la Grèce [détail des éditions] [lire en ligne] (6, 7, 8).